# Coloane
Coloane (cantonès: Lou Wan) és una illa de Macau que actualment està unida amb l'illa de Taipa per una zona de terres recuperades conegudes com a Cotai. Es troba a la part sud de Macau. Administrativament, els límits de la parròquia civil tradicional (portuguès: freguesia) de São Francisco Xavier són limítrofes amb els de Coloane.

## Etimologia
Coloane era conegut en cantonès com Gau Ou Saan (山 澳 山lit. "Muntanya de nou entrades" o transcrit en portuguès com a Ká-Hó) i Yim Jou Waan (鹽 灶 灣, lit. "Badia de l'estufa de sal"). El nom portuguès "Coloane" deriva de la pronunciació cantonesa de Gwo Lou Waan (過路 環, lit. "Anella de pas de carretera").

## Geografia
Coloane té una superfície de 8.07 km2 (3 sq mi), una llargària de 4 km (2 mi) i està a 5.6 km (3 mi) de la península de Macau. La part més estreta de Coloane és de 300 metres (980 ft). Els punts més alts de Macau són Coloane oriental i central, sent el punt més alt els 170.6 metres (560 ft) Coloane Alto (xinès 疊石塘山, cantonès yale Daahpsehk Tòhngsāan, portuguès: Alto de Coloane).
Coloane estava separada de Taipa per la badia Seac Pai, que va ser travessada per la carretera de 2.2 quilometres (1.4 mi), l'Estrada do Istmo, que connecta Coloane amb Taipa.
La platja oriental de Hac Sa (xinès 黑沙海灘; Cantonese Yale: Hāksā Hóitāan, portuguès: Baía de Hác Sá) i la badia sud de Cheoc Van (xinès 竹灣; Cantonese Yale: Jūk wāan, portuguès: Baía de Cheoc Van) són platges de bany populars.

## Història
A partir de la dinastia Song i fins a l'arribada portuguesa el 1864, Coloane era una granja de sal marina per a la Xina. Després de la seva arribada, els portuguesos van convertir Macau en un important port comercial, però Coloane va romandre en gran part deserta, i va ser utilitzada com a base pels pirates fins al 1910. L'illa va anar augmentant la seva població després que el 1969 es completés la calçada Estrada do Istmo que connecta Coloane amb Taipa.

## Coloane Village

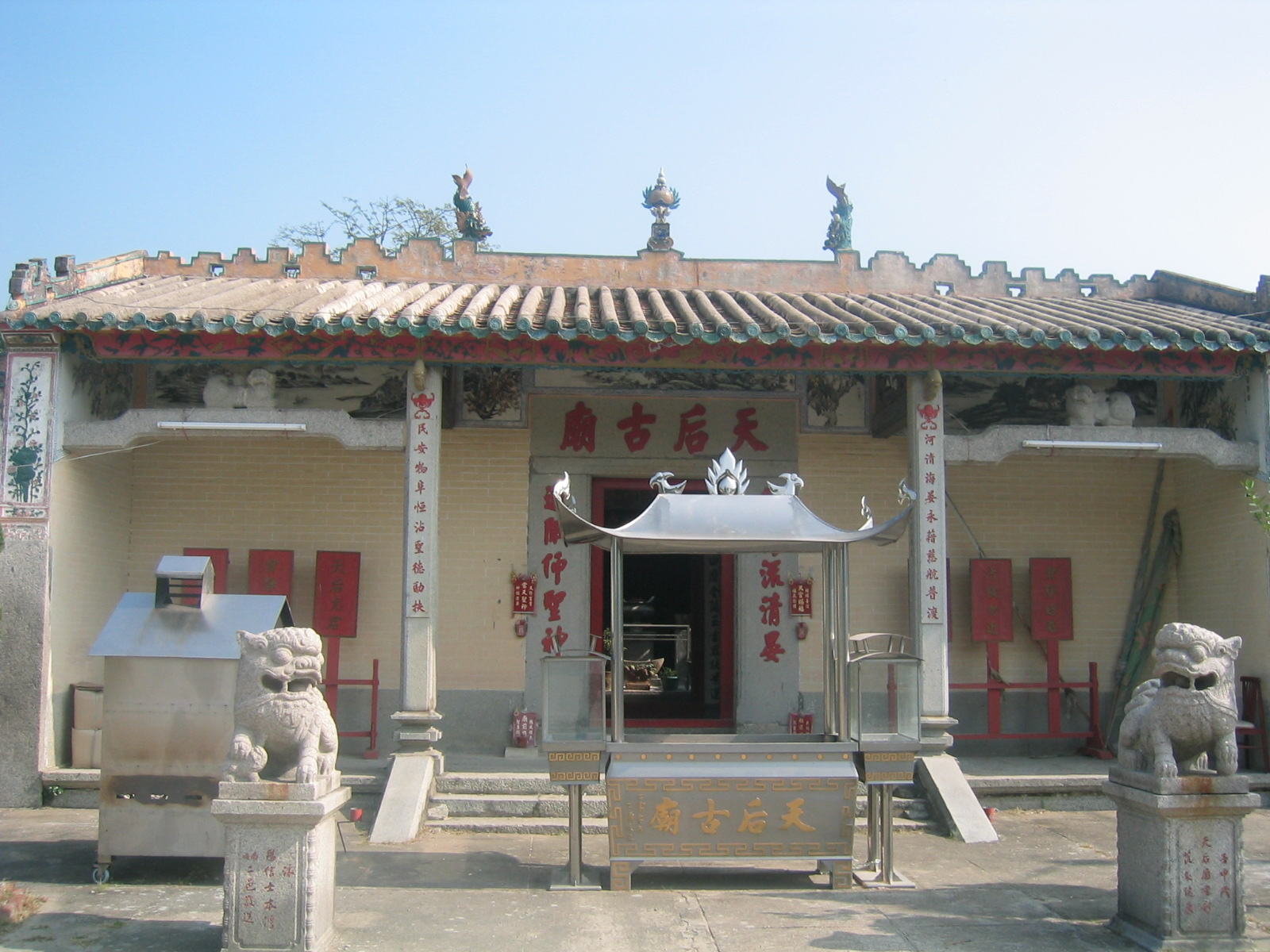
Antic temple de Tin Hau

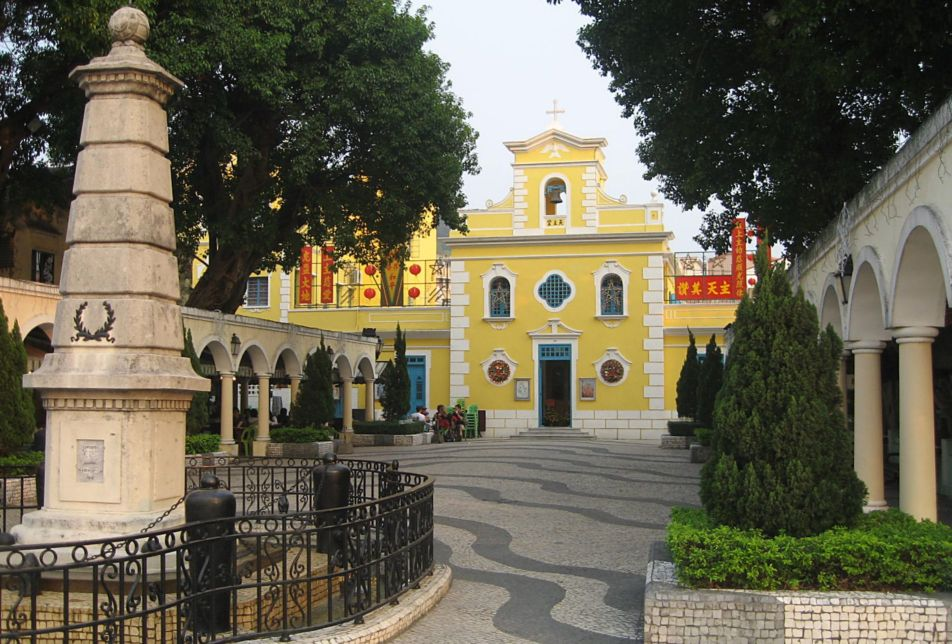
Capella de Sant Francesc Xavier

Coloane Village (en portuguès: Vila de Coloane; 路環村; Lùhuáncūn; Louhwàahn Chyūn), situada a la costa sud-oest de Coloane, és el principal assentament de l'illa.
El poble se centra a la plaça Eduardo Marques, que és un rectangle pavimentat amb llambordes de color negre, blanc i groc, traçat amb un patró ondulat que recorda el mar. La plaça dona a un passeig marítim que ressegueix el canal que separa Macau dels turons de la Xina. A l'extrem oriental de la plaça s'alça la capella de Sant Francesc Xavier, construïda el 1928.
Un temple Tam Kung es troba a l'extrem sud de l'Avenida de Cinco de Outubro (十月 初五 馬路).
Temples (de nord a sud)
- Temple de Sam Seng (三 圣宫), també anomenat temple de Kam Fa (金花 庙),[1] situat a la Rua dos Navegants nº2 a Coloane Village. Dedicada a Kam Fa, Kun Iam i Va Kuong,[2] va ser construïda el 1865.[3]
- Temple Kun Iam (Coloane), situat a Travessa do Caetano.[4]
- Antic temple de Tin Hau (天后 古廟) al poble de Coloane.[5]
- Temple Tam Kung al poble de Coloane. Dedicada a Lord Tam, un déu taoista de la gent de mar, va ser construïda el 1862.[6][7]

Esglésies
- Capella de Sant Francesc Xavier (聖 方 濟 各 聖堂), de la Freguesia de São Francisco Xavier (聖 方 濟 各 堂 區). La capella, construïda el 1928, es troba a la costa sud-oest de l'illa, a prop d'un monument que commemora la victòria dels pirates el 1910. La capella solia contenir algunes de les relíquies cristianes més sagrades d'Àsia, incloses les restes de 26 sacerdots catòlics estrangers i japonesos que van ser crucificats a Nagasaki el 1597, així com els d'alguns dels cristians japonesos assassinats durant la rebel·lió Shimabara, el 1637. Ara es troben al Museu d'Art Sagrat, obert el 1996 al costat de les ruïnes de Sant Pau. Una altra relíquia era un os del braç de Sant Francesc Xavier, que va morir el 1552 a l'illa Shangchuan, a 50 milles (80 km) de Macau. Aquesta relíquia s'ha traslladat a l'església de Sant Josep.[8]

## Lai Chi Vun Village

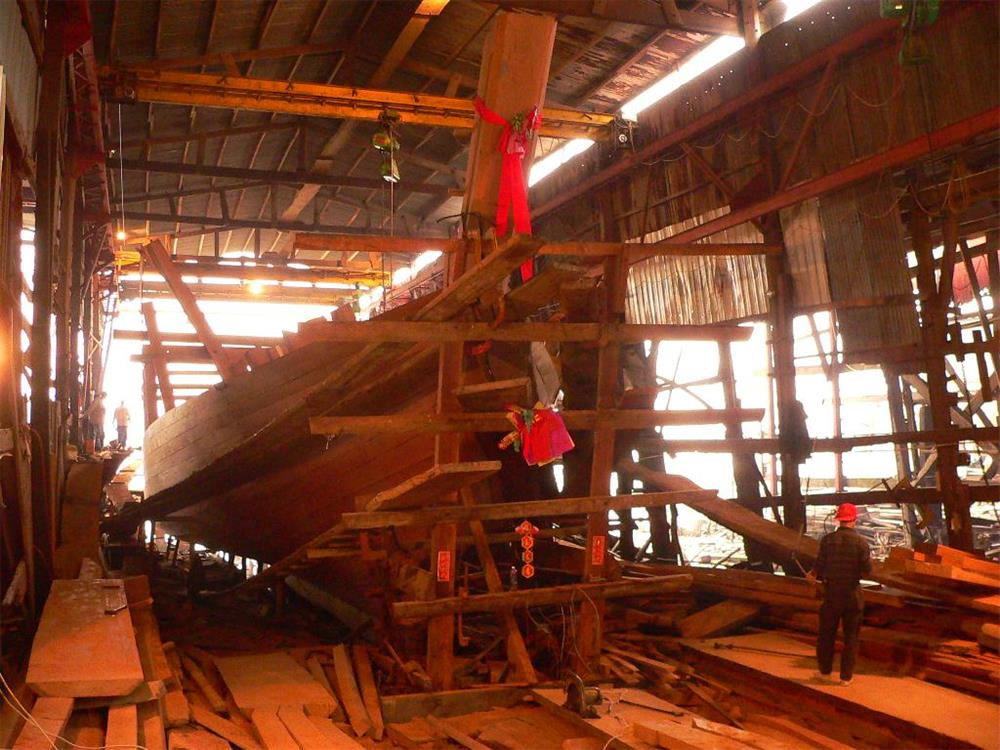
Un vaixell sent construit a l'antiga drassana

L'Estrada de Lai Chi Vun comença a la intersecció Estrada de Seac Pai Van i Estrada do Campo al nord i acaba al Largo do Cais al sud. L'alçat banyaner situat a l'extrem nord del mar, indica l'entrada nord del poble de Lai Chi Vun (荔枝 碗 村), el nom del qual està associat a la seva abundància en els litxis del passat i a la seva badia en forma de bol.
Actualment, les drassanes que abans es trobaven més enllà del poble queden en desús. Els locals comercials d'una sola planta de Drassana Veng Lok i de l'Associació de Constructors de Vaixells de Macau-Taipa-Coloane es troben dins del petit pati a la dreta de la carretera al cim del turó. Tot el camí cap al costat oest es troba l'edifici d'oficines d'una sola planta de l'oficina de duanes de Coloane, d'estil arquitectònic portuguès.
El moll de Coloane, que antigament era l'únic punt d'entrada i sortida de Coloane, es troba al llarg del passeig marítim que dona al Largo do Cais, a l'extrem sud de la carretera.
S'estan avaluant les drassanes Lai Chi Vun per determinar si compleixen la definició legal de relíquies culturals de l'MSAR. El lloc és potencialment significatiu perquè la indústria de la construcció naval de Macau va començar a les drassanes i a causa de la formació d'un poble històric a prop de la zona.

## Atraccions turístiques
Temples

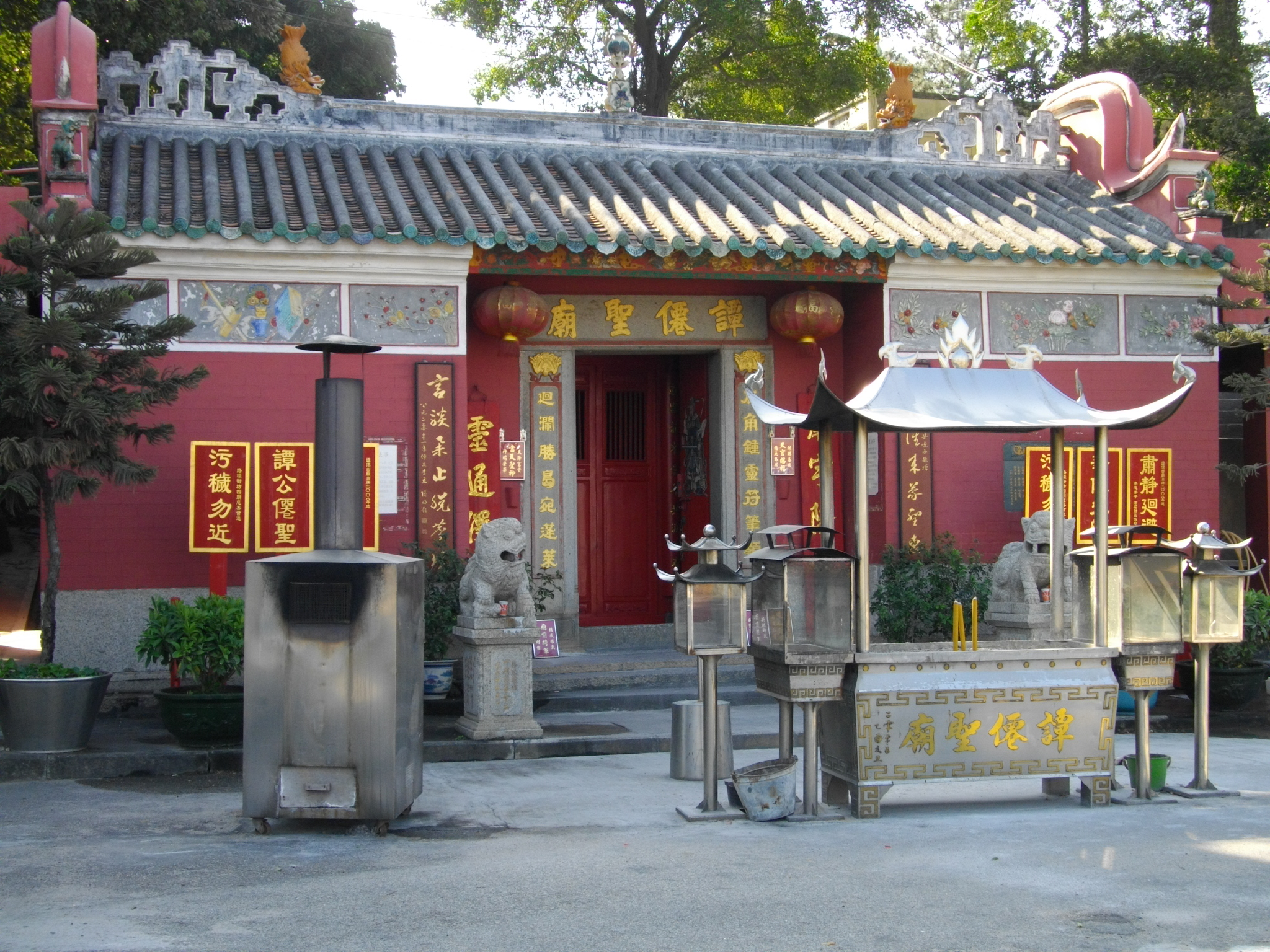
Temple de Tam Kung

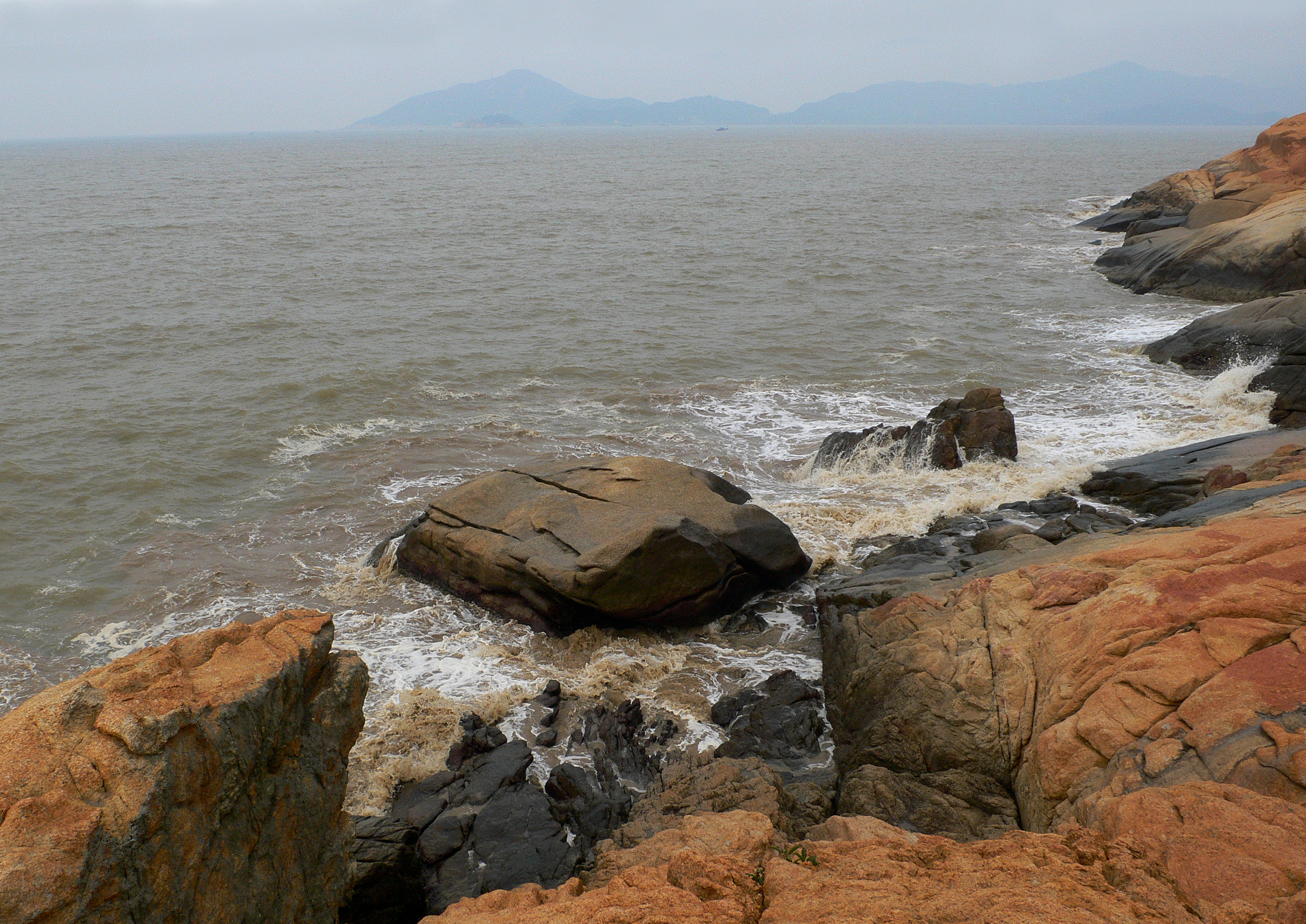
Costa sud de Coloane

- Temple Hung Shing al poble de Hac Sa.[11]
- Temple Sam Seng (三聖 站 廟), a la zona de Ka Ho (九 澳), a la part nord-est de l'illa.[12]
- Temple Kun Iam (Ka Ho).[13]
- Estàtua A-Ma (媽祖 像), construïda el 28 d'octubre de 1998 (calendari lunar: 9 de setembre).

Esglésies
- Capella de Sant Francesc Xavier
- Església de Nostra Senyora dels Dolors (九 澳 七 苦 聖母 小 堂), a la zona de Ká-Hó[14]

Altres
- "Fernando", un restaurant portuguès de Baía de Hác Sá, és famós entre els locals de Macau i els visitants de Hong Kong.
- Parc Hac Sa
- Pavelló de Panda Gegant de Macau
- Museu Natural i Agrari
- Parc Seac Pai Van
- La panaderia Lord Stow, on es va inventar la primera tarta d'ous a l'estil Macau, és un lloc popular per als amants de la cuina.[15]

## Atenció sanitària
Els centres de salut operats pel govern de Macau a Coloane inclouen Posto de Saúde Coloane (路 環 衛生 站) i Posto de Saúde Provisório de Seac Pai Van de Coloane (路 環 石 排 灣 臨時 衛生 站).

## Educació
Escoles públiques:

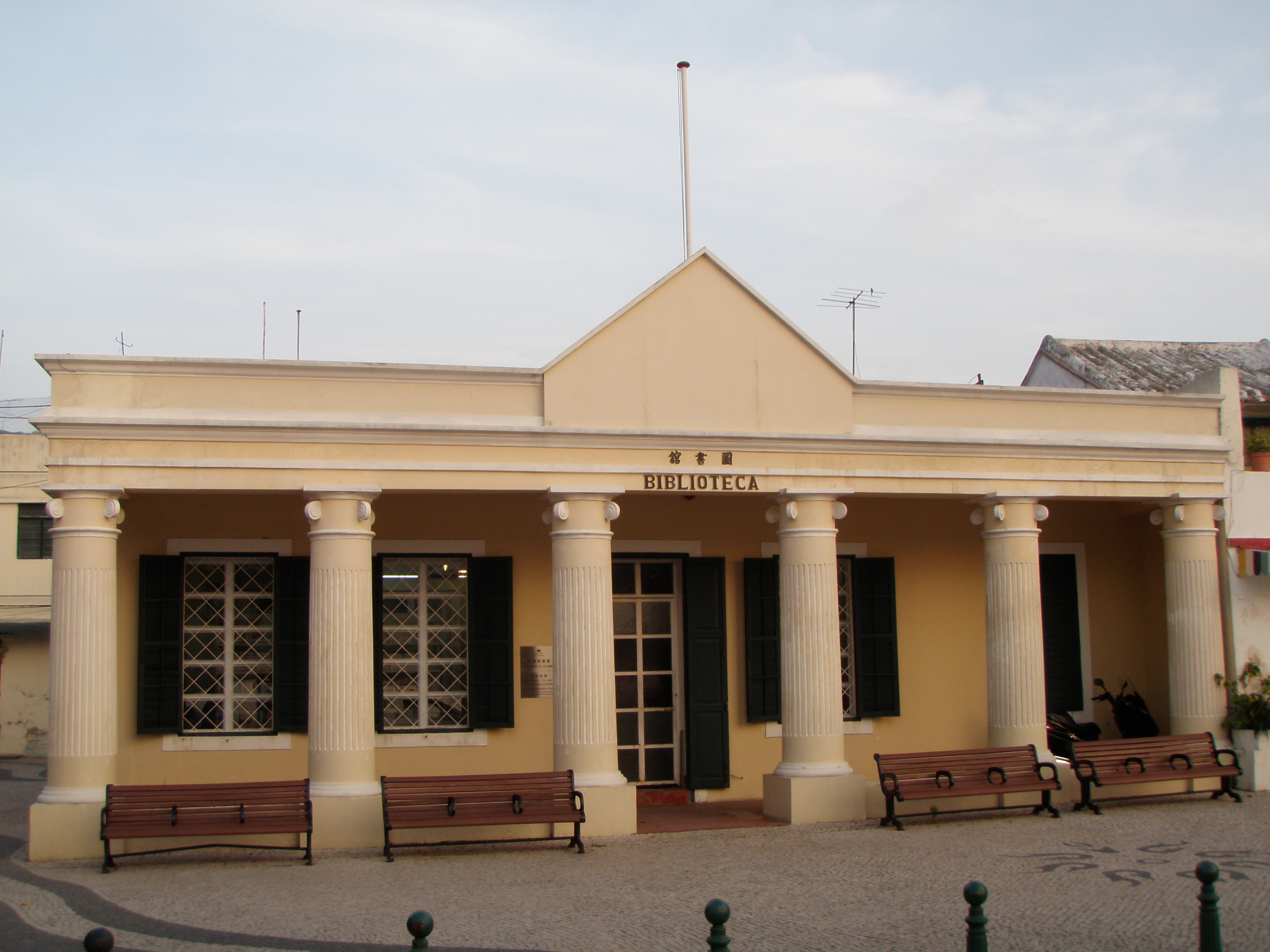
Biblioteca Coloane

- Escola Luso-Chinesa de Coloane (路 環 中葡 學校) - Educació especial.[17]

Escoles privades subvencionades:
- Escola Dom Luís Versíglia (xinès 雷鳴道主教紀念學校; 雷鳴 道 主教 紀念 學校) - Primària i secundària.[18]
- Escola de São José de Ká Hó (九 澳 聖 若瑟 學校) - Preescolar i secundària.[19]

La Biblioteca Pública de Macau gestiona la Biblioteca Coloane (Biblioteca de Coloane ; 路 環 圖書館), que ocupa 170 metres quadrats (1,800 sq ft) a l'antiga escola primària pública Coloane (路 環 公 局 市立 學校), un edifici d'estil portuguès. El 1983 es va reformar l'edifici perquè pogués servir de biblioteca.